# Pejzaż z przechadzającą się parą i półksiężycem
Pejzaż z przechadzającą się parą i półksiężycem (hol. Wandelend paar tussen olijfbomen in berglandschap met maansikkel, ang. Landscape with Couple Walking and Crescent Moon) – obraz olejny Vincenta van Gogha (nr kat.: F 704, JH 1981) namalowany w maju 1890 podczas jego pobytu w Saint-Rémy. 
Obraz należy do mniej znanych dzieł van Gogha. Bywa rzadko pokazywany poza São Paulo. Choć nie dorównuje innym dziełom van Gogha z okresu Saint-Rémy, zawiera jednak kilka interesujących aspektów, tak od strony tematycznej jak i kompozycyjnej.

## Opis
Van Gogh w czasie malowania Pejzażu był dobrowolnym pacjentem szpitala psychiatrycznego Saint-Paul-de-Mausole w Saint-Rémy. Odizolowany od otoczenia, znajdował się w fatalnej kondycji psychicznej.
Pejzaż z przechadzającą się parą i półksiężycem to intrygujący zestaw zwykłych motywów, przewijających się w dziełach van Gogha, chociaż jest w nim kilka cech charakterystycznych, niespotykanych w innych obrazach. Drzewa oliwkowe i cyprysy to motyw, który często występuje na obrazach van Gogha z okresu Saint-Rémy. Cyprysy na Pejzażu są jednak mniej imponujące i nie zawierają aż tylu detali. Brak im też tej majestatyczności i ekspresji, którą odznaczają się na innych obrazach artysty z tego okresu; to samo można powiedzieć o oliwkach, które tu są ledwie zaznaczone pociągnięciami pędzla. Niezwykle w obrazie jest to, iż przedstawia on zmierzch, podczas gdy ogromna większość prac van Gogha z okresu Saint-Rémy rozgrywa się w świetle dnia, w skwarnych promieniach słońca Prowansji. Tematy malowane o zmierzchu częściej spotykane są we wcześniejszym okresie jego twórczości, np. z Nuenen (Wioska o zachodzie słońca, Jesienny pejzaż o zmroku).
Bardzo charakterystyczne dla van Gogha jest burzliwe przedstawianie sierpa księżyca na niebie, mieniącego się bądź w pełnym świetle dnia (Cyprysy) lub w nocy (Gwiaździsta noc, Droga z cyprysem i gwiazdą); Pejzaż jest jedynym obrazem przedstawiającym sierp księżyca podczas zmierzchu.
W jednej z postaci na obrazie, mężczyźnie z rudymi włosami i brodą i w niebieskiej koszuli, van Gogh przedstawił prawdopodobnie samego siebie. Mężczyzna ten nie ma jednak twarzy, co może być wyrazem stanu psychicznego artysty, odizolowanego od otoczenia i pogrążonego w rozpaczy. Dodanie obok postaci kobiecej w wyidealizowanej scenie przechadzki było przypuszczalnie wyrazem jego tęsknot za towarzystwem kobiet, którego na próżno poszukiwał przez większą część swojego życia i której tym bardziej nie mógł doświadczyć w surowych warunkach szpitala psychiatrycznego.
Rzadkością są niewielkie wymiary obrazu. Van Gogh w tym okresie używał do malowania przeważnie formatu 73 × 92 (lub zbliżonego).